# Хозяйственно-бытовые сточные воды
Хозяйственно-бытовые сточные воды – это сточные воды, образующиеся в результате повседневной деятельности человека. Отдельно выделяют категорию сферы услуг, которая включает широкий спектр экономической деятельности (МСОК 45-96), где вода в основном используется для санитарных целей, стирки, уборки, приготовления пищи и т. д.  Они поступают из жилых домов, административных зданий, медицинских учреждений, предприятий общественного питания, гостиниц и других объектов социальной инфраструктуры. Эти стоки представляют собой сложную многокомпонентную смесь, требующую обязательной очистки перед сбросом в окружающую среду.  

## Происхождение и источники образования
Хозяйственно-бытовые сточные воды формируются из нескольких основных источников:  
- Санитарные узлы (туалеты, писсуары) – основной источник органических загрязнений и патогенной микрофлоры, отдельно стоки туалетов называются черной водой. Чёрная вода содержит фекалии, мочу, использованную туалетную бумагу и рвотные массы.
- Кухонные стоки (мойки, посудомоечные машины) – содержат жиры, пищевые отходы, моющие средства и мыло.
- Гигиенические стоки (душевые, ванны, умывальники) – содержат мыло, шампуни и кондиционеры для волос, гели для душа, косметические средства, волокна тканей, кожные потожировые выделения и волосы.
- Прачечные (стиральные машины) – характеризуются высоким содержанием поверхностно-активных веществ (ПАВ), содержат также волокна тканей.
- Медицинские учреждения – могут содержать следы лекарств и дезинфицирующих средств.

Объем сточных вод напрямую зависит от степени благоустройства жилья и норм водопотребления. В современных городах на одного человека в сутки приходится 150-300 литров стоков.  

## Состав и основные загрязняющие вещества
Хозяйственно-бытовые сточные воды содержат три основных типа загрязнений: 
Органические вещества (60-70% от общего загрязнения)
- Белки, жиры, углеводы
- Фекалии, пищевые отходы
- Целлюлоза (туалетная бумага)
- Летучие жирные кислоты

Показатели органического загрязнения:  
- БПК₅ (биохимическое потребление кислорода за 5 суток) – 150-400 мг/л
- ХПК (химическое потребление кислорода) – 300-600 мг/л

Минеральные вещества (30-40%)
- Песок, глина
- Ионы натрия, калия, кальция
- Хлориды, сульфаты

Биологические загрязнения
- Бактерии (в т.ч. патогенные – кишечная палочка, сальмонеллы)
- Вирусы (энтеровирусы, ротавирусы)
- Простейшие микроорганизмы
- Яйца гельминтов

Синтетические компоненты
- Поверхностно-активные вещества (ПАВ) – 5-15 мг/л
- Остатки лекарственных препаратов
- Микропластик

## Опасность для окружающей среды
Неочищенные хозяйственно-бытовые стоки вызывают:  
Загрязнение водоемов:  
- Кислородное голодание (эвтрофикация)
- Гибель гидробионтов
- Накопление токсинов в пищевых цепях

Эпидемиологическую угрозу:  
- Распространение кишечных инфекций
- Заражение почвы и грунтовых вод

Коррозию и засорение канализационных сетей:  
- Отложение жировых пробок
- Образование сероводорода

## Методы очистки
Современные очистные сооружения применяют многоступенчатую систему обработки:  
Механическая очистка
- Решетки (задержание крупного мусора)
- Песколовки (удаление минеральных взвесей)
- Первичные отстойники (оседание взвешенных веществ)

Эффективность: удаление 30-40% загрязнений  
Биологическая очистка
- Аэротенки (окисление органики активным илом)
- Биофильтры (фильтрация через загрузку с биопленкой)
- Мембранные биореакторы (MBR)

Эффективность: удаление 85-95% органики  
Доочистка:
- Фильтрация через песчаные фильтры
- Удаление фосфатов (реагентное осаждение)
- Денитрификация (удаление азота)

Обеззараживание:
- Хлорирование
- Ультрафиолетовое облучение
- Озонирование

## Перспективные технологии
Рециклинг воды:  
- Использование очищенных стоков для полива
- Промышленное водоснабжение

Энергогенерация:  
- Получение биогаза из осадка
- Водородные технологии

Интеллектуальные системы:  
- Автоматический мониторинг состава стоков
- Оптимизация работы очистных сооружений

## Нормативное регулирование

### Россия
Сброс хозяйственно-бытовых сточных вод регламентируется:
- СанПиН 1.2.3685-21 "Гигиенические нормативы и требования к обеспечению безопасности и (или) безвредности для человека факторов среды обитания"
- Водный кодекс РФ

Для сброса в водоемы рыбохозяйственного значения действуют наиболее строгие нормативы по БПК, ХПК и содержанию взвешенных веществ.  